# Palestina (Huila)

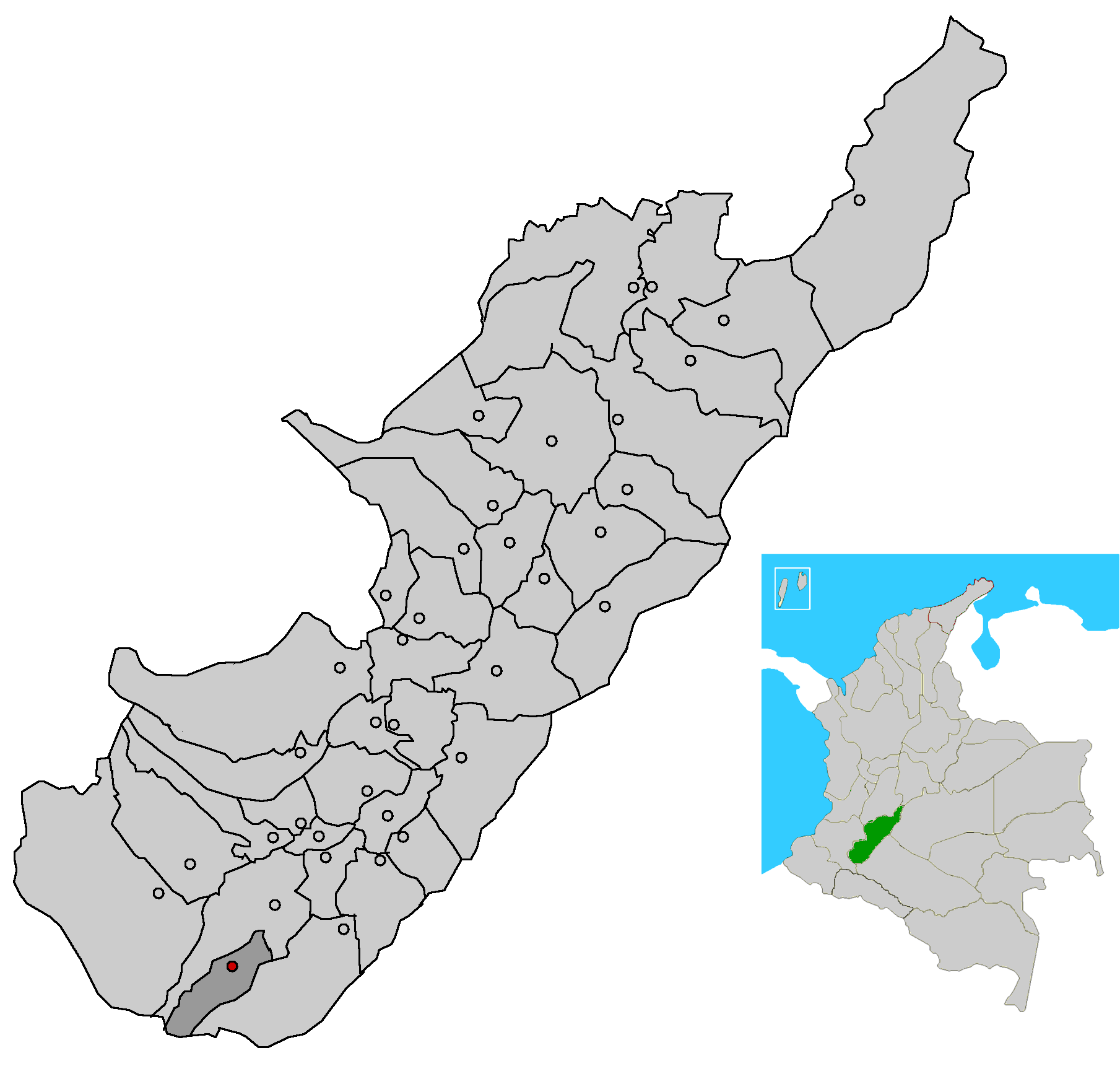
Localização do município de Palestina, no departamento de Huila, Colômbia

Palestina é um município da Colômbia, localizado no departamento de Huila.